# Șîreaieve
Șîreaieve (în ucraineană Ширяєве) este așezarea de tip urban de reședință a raionului Berezivka din regiunea Odesa, Ucraina.

## Demografie
Componența lingvistică a așezării de tip urban Șîreaieve
     Ucraineană (93,13%)
     Rusă (5,26%)
     Alte limbi (1,61%)
Conform recensământului din 2001, majoritatea populației așezării de tip urban Șîreaieve era vorbitoare de ucraineană (93,13%), existând în minoritate și vorbitori de rusă (5,26%).